# Religion étrusque

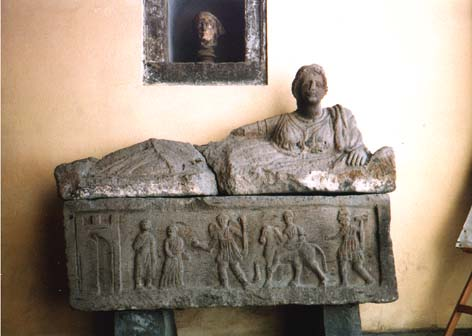
Héroïsation du défunt (sarcophage étrusque dit « figuré » par la représentation, ici de la défunte, sculptée suivant l'esthétique étrusque, sur le couvercle du sarcophage).

La religion étrusque comprend un ensemble d'histoires, de croyances et de pratiques religieuses de la civilisation étrusque, qui remonte au VIIe siècle av. J.-C. de la culture villanovienne de l'âge du fer précédente, fortement influencée par la mythologie de la Grèce antique et de la Phénicie, et partageant des similitudes avec la mythologie et la religion romaines.
Les cités étrusques ayant été intégrées à la République romaine au IVe siècle av. J.-C., la religion et la mythologie étrusques ont été partiellement intégrées à la culture romaine classique, suivant la pratique romaine consistant à absorber certains des dieux locaux et les coutumes des terres conquises.

## Croyances

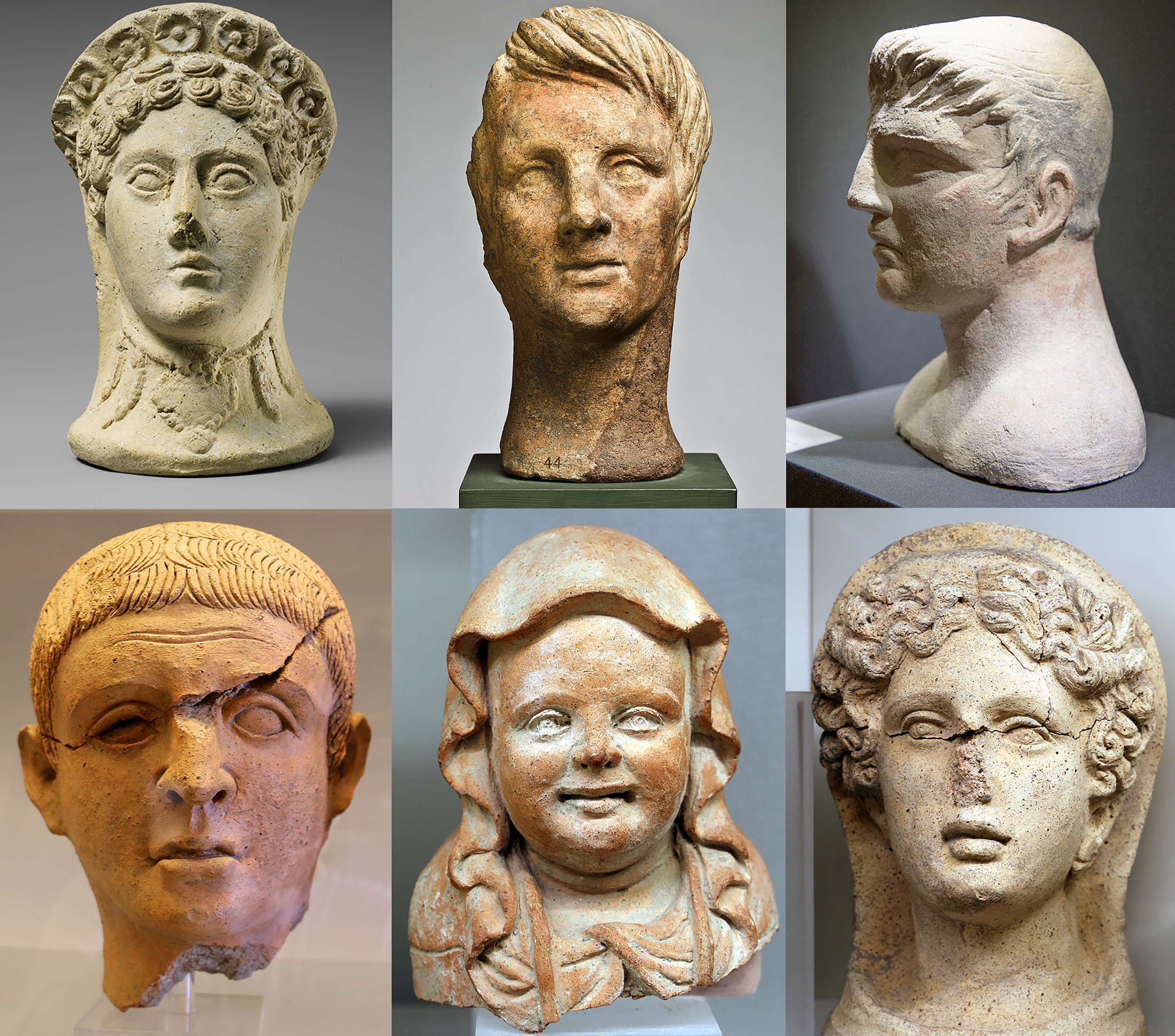
Têtes votives étrusques trouvées dans divers sanctuaires d'Étrurie

Malgré une somme considérable de travaux, la religion étrusque reste obscure. L'essentiel de la documentation la concernant se trouve chez des auteurs latins, à partir du premier siècle avant notre ère, qui ont souvent « alourdi, gauchi la tradition » qu'ils voulaient sauver. Les études s'étendent sur ce qui est le mieux connu, c'est-à-dire l'art divinatoire qui a particulièrement intéressé les érudits romains aux dépens de la théologie et des fêtes du calendrier qui sont pratiquement ignorées. Georges Dumézil rappelle enfin que « c'est une gageure de vouloir décrire la religion d'un peuple dont on ne peut lire aucun texte, qu'aucun auteur ancien n'a essayé de caractériser dans son ensemble... ».
Le système de croyance étrusque était un polythéisme immanent, c'est-à-dire que tous les phénomènes visibles étaient considérés comme des manifestations du pouvoir divin et que ce pouvoir était incarné par des divinités agissant continuellement sur le monde mais pouvant être dissuadées ou persuadées par des hommes mortels.
Sénèque dit, bien après l'assimilation des Étrusques, que la différence entre les Romains et les Étrusques était que :

« Alors que nous croyons que la foudre a été libérée à la suite de la collision des nuages, ils croient que les nuages se rencontrent de manière à déclencher la foudre ; car, comme ils attribuent tout à la divinité, ils sont amenés à croire que les choses n'ont pas de sens dans la mesure où elles se produisent, mais plutôt qu’elles se produisent parce qu’elles doivent avoir un sens. »

## Mythologie
La mythologie étrusque a été décrite par Tite-Live, historien de la Rome antique, qui nous a laissé le témoignage de la profonde religiosité du peuple étrusque : « l'Étrurie […] tenait plus que toute autre nation à l'observation des rites religieux ». En effet, il n'est rien qui ne fût religieux dans leur culture, en dépit de l'amour pour la vie qu'ils manifestaient, jusque sur les peintures de leurs tombes.
La mythologie chez les Étrusques est née de la révélation faite aux hommes par la nymphe Bégoé, ou Végoia, et le génie Tagès. La première était liée à la fertilité et les rituels (consignés dans un traité) dépendaient de celle-ci. Le second passait pour être un enfant chauve, enfant-vieillard, sorti d'un sillon de la terre. Cette révélation, aux dires des anciens, a été consignée dans le corpus des livres sacrés, sous le nom d’Etrusca disciplina. Ce thème de la révélation d'un « livre saint » ou d'une doctrine secrète par un être surnaturel n'est pas rare et est attesté en Égypte et en Mésopotamie, en Inde et au Tibet. Ce fait devint même populaire à l'époque hellénistique et le scénario du puer aeternus (enfant éternel) qu'est Tagès rappelle l'hermétisme. Cicéron précise que les Grecs l'assimilaient à Hermès chthonien (Hermès Trismégiste).

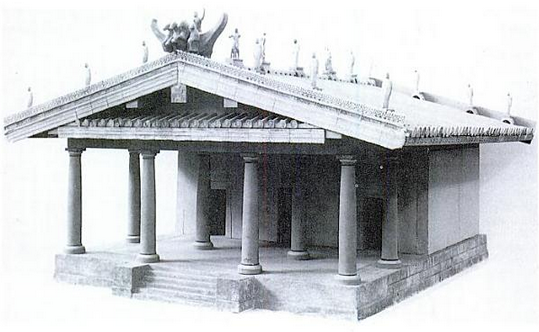
Reconstitution de temple étrusque.
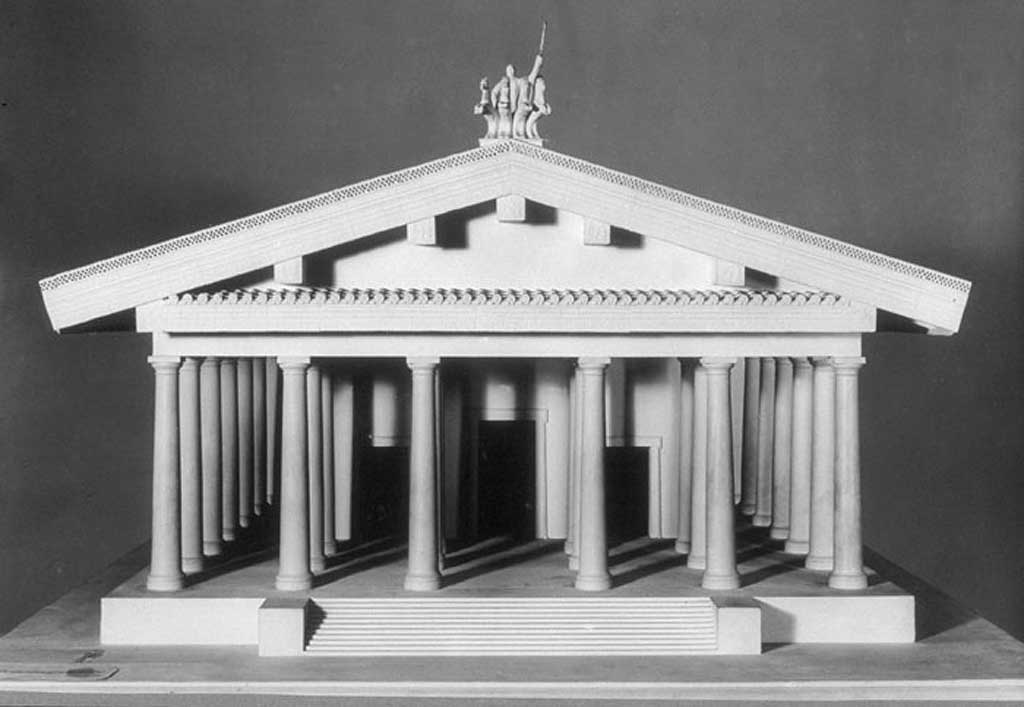
Maquette du temple d’Apollon à Veies.
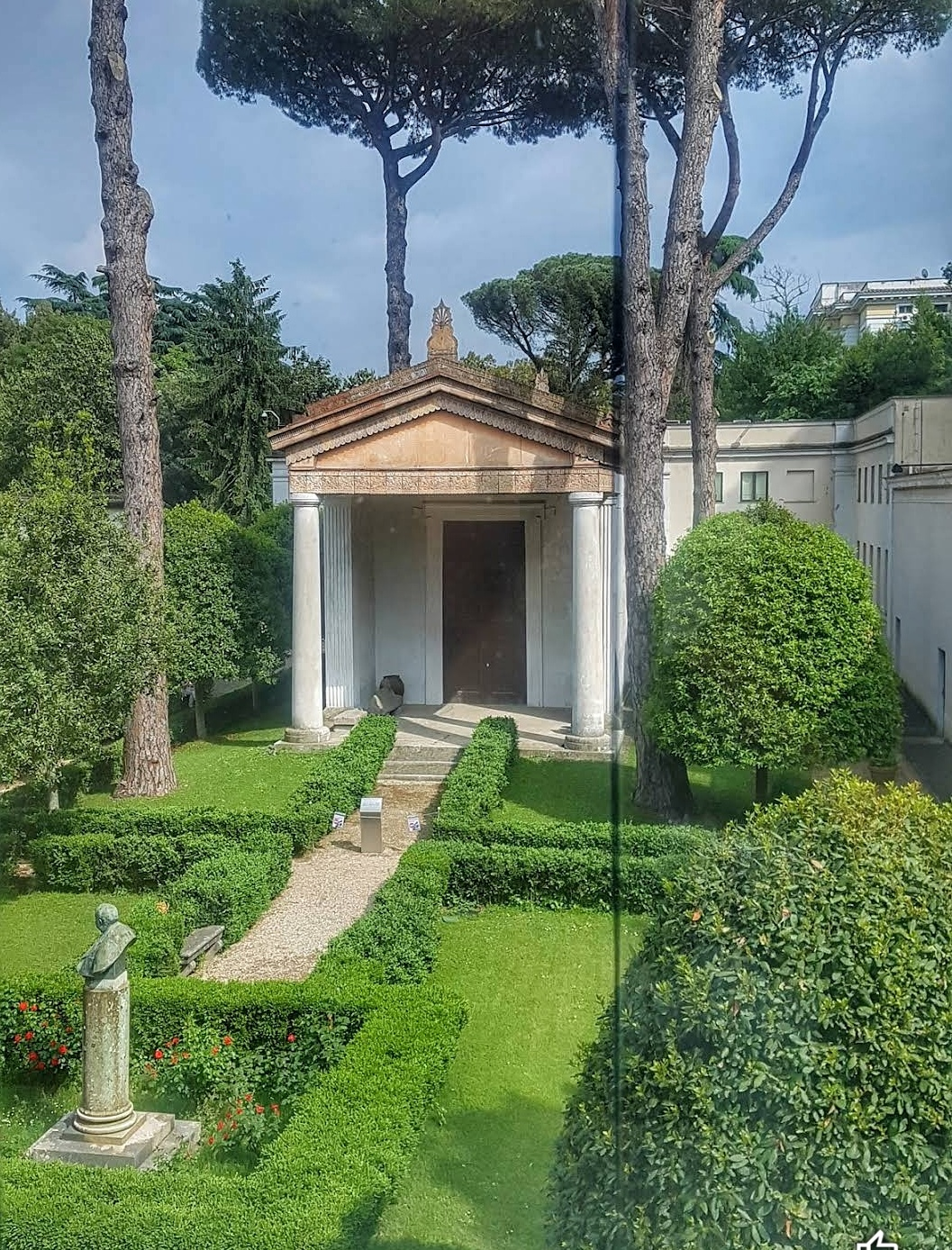
Reconstitution de temple étrusque, Musée national étrusque de la villa Giulia.
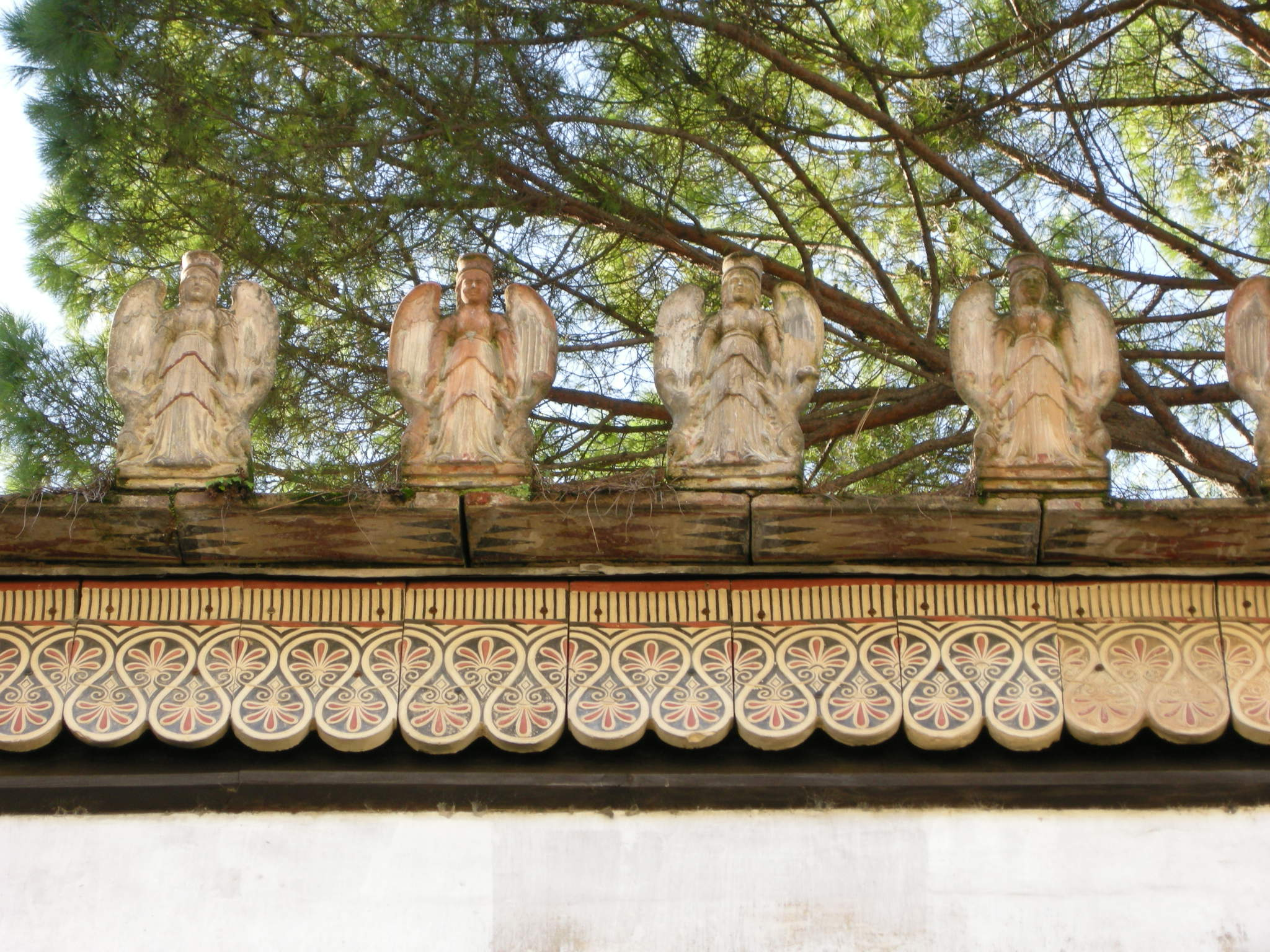
Décor latéral de toit de temple reconstitué au XIXe siècle, Villa Giulia.
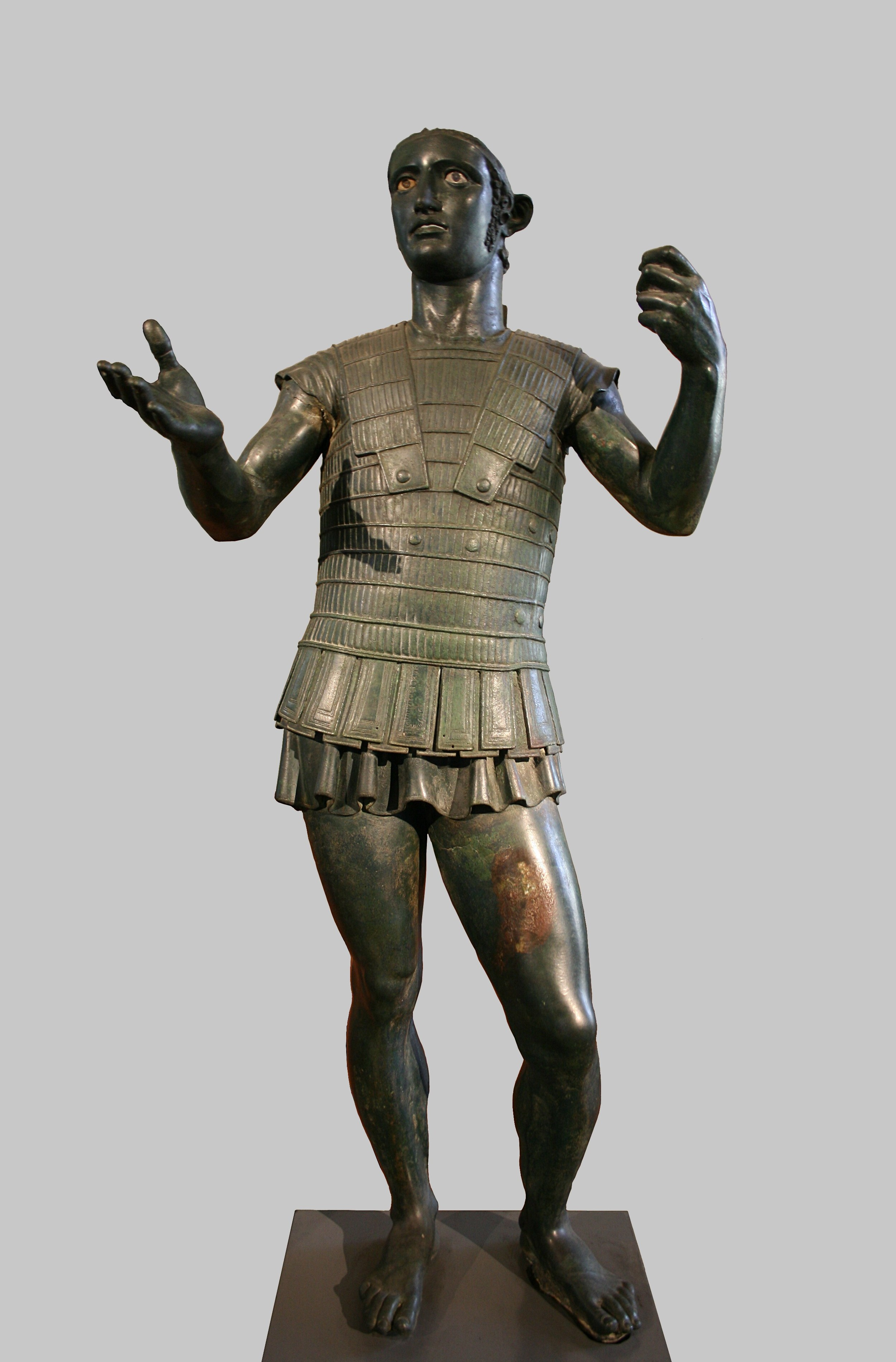
Le Mars de Todi.

## Etrusca disciplina

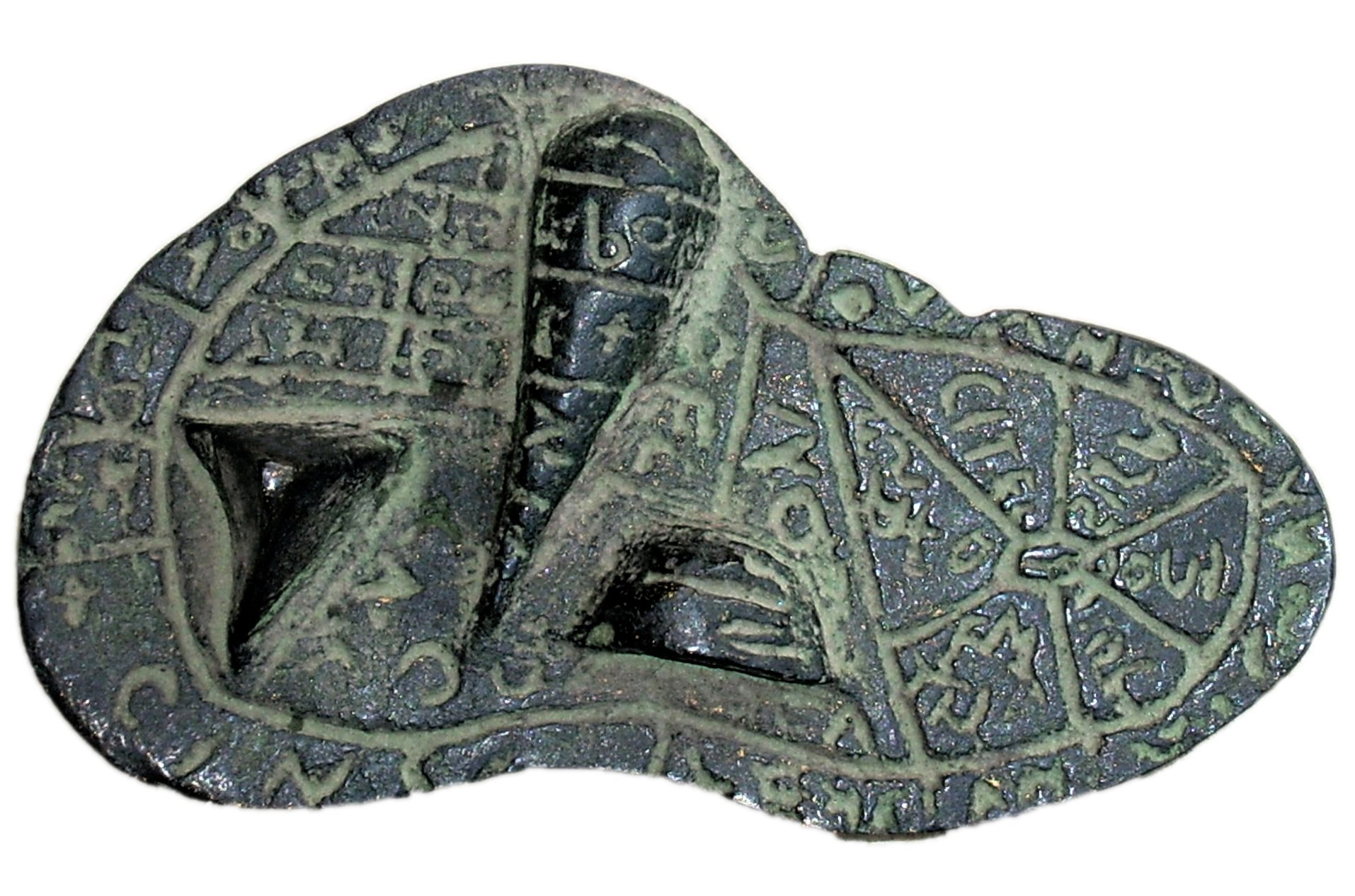
Le foie de Plaisance

Les Anciens nommaient Etrusca disciplina (c'est-à-dire la «science étrusque» en latin) l'ensemble des rites consignés dans différents traités religieux, dont aucun texte original en langue étrusque ne nous est parvenu. Notre connaissance provient uniquement des auteurs latins, et ce qu'ils en ont dit permet toutefois d'avoir la certitude qu'ils ont existé.
Selon les auteurs anciens, il existait trois catégories de rites. Les deux premières traitaient de l'art de la divination, tant à travers l'examen des viscères d'animaux sacrifiés que des foudres. La troisième, moins homogène, concernait les rites à observer (cultes pour la fondation des villes, la consécration des sanctuaires, etc.) mais aussi des ouvrages plus spécialisés se rapportant au monde d'outre-tombe ou encore au destin et aux limites de la vie.

### lesLibri haruspicini(livres de l'haruspicine)
Attribués à Tagès et complétés par les Libri fatales. La théorie des Haruspices ou Haruspucine, ou Haruspicie selon d'autres, soit la lecture des entrailles des victimes sacrifiées, présuppose la correspondance entre trois niveaux différents : le divin, le cosmique et l'humain. Chaque portion de l'organe examiné indique une décision divine prédisant un évènement historique imminent. Il existe un modèle de foie de mouton en bronze, découvert à Plaisance en 1877, servant de maquette comportant les noms d'une quarantaine de dieux, datant du IIIe  ou IIe siècle av. J.-C. et représentant la structure du monde et la distribution du panthéon.

### lesLibri fulgurales(livres des foudres)
attribués à Végoia, dont on a connaissance par Sénèque et Pline. La doctrine des foudres exposait la signification des coups de tonnerre pour chaque jour de l'année. La foudre tirait en outre sa signification selon la portion du ciel d'où elle provenait et où elle tombait. Le ciel, divisé en seize sections constituait donc un langage virtuel, lui-même constitué par les phénomènes météorologiques qui s'y produisaient. Onze types de foudres étaient répertoriés, maniés par différents dieux. Aussi le message était-il à chaque fois différent et il incombait aux spécialistes qu'étaient les haruspices de l'interpréter. On peut y voir des analogies avec la doctrine chaldéenne et y percevoir une influence des Meteorologica du pseudo-Aristote. Le schéma fondamental est cependant archaïque et repose sur le binôme macrocosme/microcosme.

### lesLibri rituales(livres rituels)
- les Libri Acheruntici (livres de l'Achéron), attribués à Tagès. Ce traité, pour les quelques fragments que l'on en possède, ne permet guère le rapprochement avec le Livre des Morts égyptien. D'après Arnobe (Adversus Nationes, II, 62), auteur chrétien du IVe siècle, « dans ses Libri Acherontici, l'Étrurie promet que, par le sang de certains animaux offert à certaines divinités, les âmes deviendront divines et échapperont à la condition mortelle ». Selon une information rapportée par Servius[5], à la suite de certains sacrifices les âmes se transforment en dieux qu'on désigne comme animales pour rappeler leur origine. La « divinisation des âmes » nous apparaît ainsi attestée, donnant une dimension eschatologique à la religion des Étrusques. Si l'essentiel de leur pensée religieuse nous échappe, on peut cependant en déduire certains éléments : s'agissant d'une déification de l'âme à la suite de rituels sanglants, cela renvoie soit à un rituel très archaïque et bien antérieur à la civilisation étrusque, ou, ce qui est beaucoup plus probable, à un sacrifice-sacrement comparable à l'initiation dans les mystères de Mithra.
- les Libri fatales (livres du destin). Selon ces « Livres du Destin », une vie humaine se déroule en douze temps. Après le douzième, les hommes, selon Varron, « sortent de leur esprit » et ne reçoivent plus aucun signe des dieux. De même les peuples et les nations ont un terme fixé par le Cosmos. Il s'agit là d'une conception très ancienne que cette croyance en un déterminisme cosmique autant qu'existentiel, que l'on retrouve dans de nombreuses sociétés traditionnelles.

## Le règne de l'au-delà

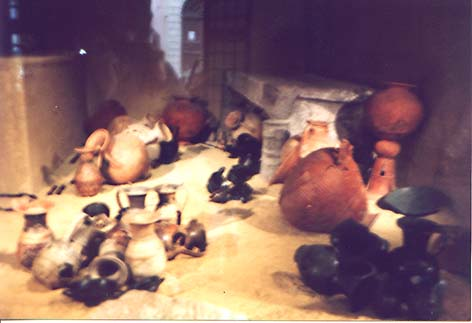
Reconstitution d'un trousseau funéraire étrusque.

Les Enfers étrusques sont originaux, car bien qu'étant définis au départ comme un lieu terrible gardé par des monstres, on trouve au IVe siècle av. J.-C. des tombeaux ornés de scènes joyeuses tels que des banquets, des danses ou des parties de chasse. Ces enfers communiquaient avec le monde des vivants grâce au mundus. Il n'est cependant pas simple de reconstituer les croyances sur l'existence d'outre-tombe. Les inscriptions funéraires indiquent seulement la parenté maternelle du défunt, et la mère semble avoir été considérée moins comme une personnalité individuelle que comme un membre de référence de sa lignée.
Les fresques des tombes étrusques s'inspirent alors de l'art grec, pour représenter ce qui a pu être compris comme des images des Enfers. Mais en réalité, il s'agirait plutôt d'images de la vie des Étrusques, qui accompagneraient le mort, un peu comme on peut le voir en Égypte. Le défunt arrive dans le monde des morts à cheval, est accueilli par un groupe de personnages qui sont probablement ses ancêtres, un banquet l'attend, festin présidé par la version étrusque de Hadès et Perséphone. Toute une variété de démons sont présents, qui ne sont pas d'origine grecque. La divinité psychopompe (chargée de transporter le défunt jusqu'aux Enfers) a été appelée a posteriori Charun, (en référence au Charon grec dont il partageait la tâche). Représenté avec un visage bleu, il assommait le défunt au moyen d'une lourde masse, afin que celui-ci ne puisse tenter de s'échapper jusqu'à être enfermé aux Enfers.

## Correspondance dans les mythologies grecque et romaine
Issues de la mythologie grecque les divinités étrusques seront ensuite adoptées dans la mythologie romaine (un des nombreux apports des Étrusques aux Romains).

### Le panthéon étrusque
| Divinité étrusque  | Nom grec   | Nom latin | Fonction(s)                                                     |
| ------------------ | ---------- | --------- | --------------------------------------------------------------- |
| Tinia              | Zeus       | Jupiter   | dieu de la lumière, roi des dieux et maître des Cieux           |
| Uni                | Héra       | Junon     | reine des dieux, sœur et femme de Tins                          |
| Velch              | Héphaistos | Vulcain   | dieu du feu et des métaux, fils de Uni                          |
| Turan              | Aphrodite  | Vénus     | déesse de l'amour, de la beauté, de la fécondité et de la santé |
| Nethuns            | Poséidon   | Neptune   | dieu de la mer, frère de Tins                                   |
| Turms              | Hermès     | Mercure   | dieu du commerce, des marchands et protecteur des voyageurs     |
| Laran              | Arès       | Mars      | dieu de la guerre                                               |
| Maris              | ?          | ?         |                                                                 |
| Aritimi ou Artumes | Artémis    | Diane     | déesse chasseresse de la virginité et de la lune                |
| Apulu / Aplu       | Apollon    | Phébus    | dieu du Soleil et de la lumière, frère jumeau de Aritimi        |
| Menrva             | Athéna     | Minerve   | déesse de la sagesse et des arts                                |
| Fufluns            | Dionysos   | Bacchus   | dieu du vin et de la fête                                       |
| Cilens             | ?          | ?         | peut-être divinité du destin                                    |
| Usil               | Hélios     | Sol       | dieu du soleil                                                  |

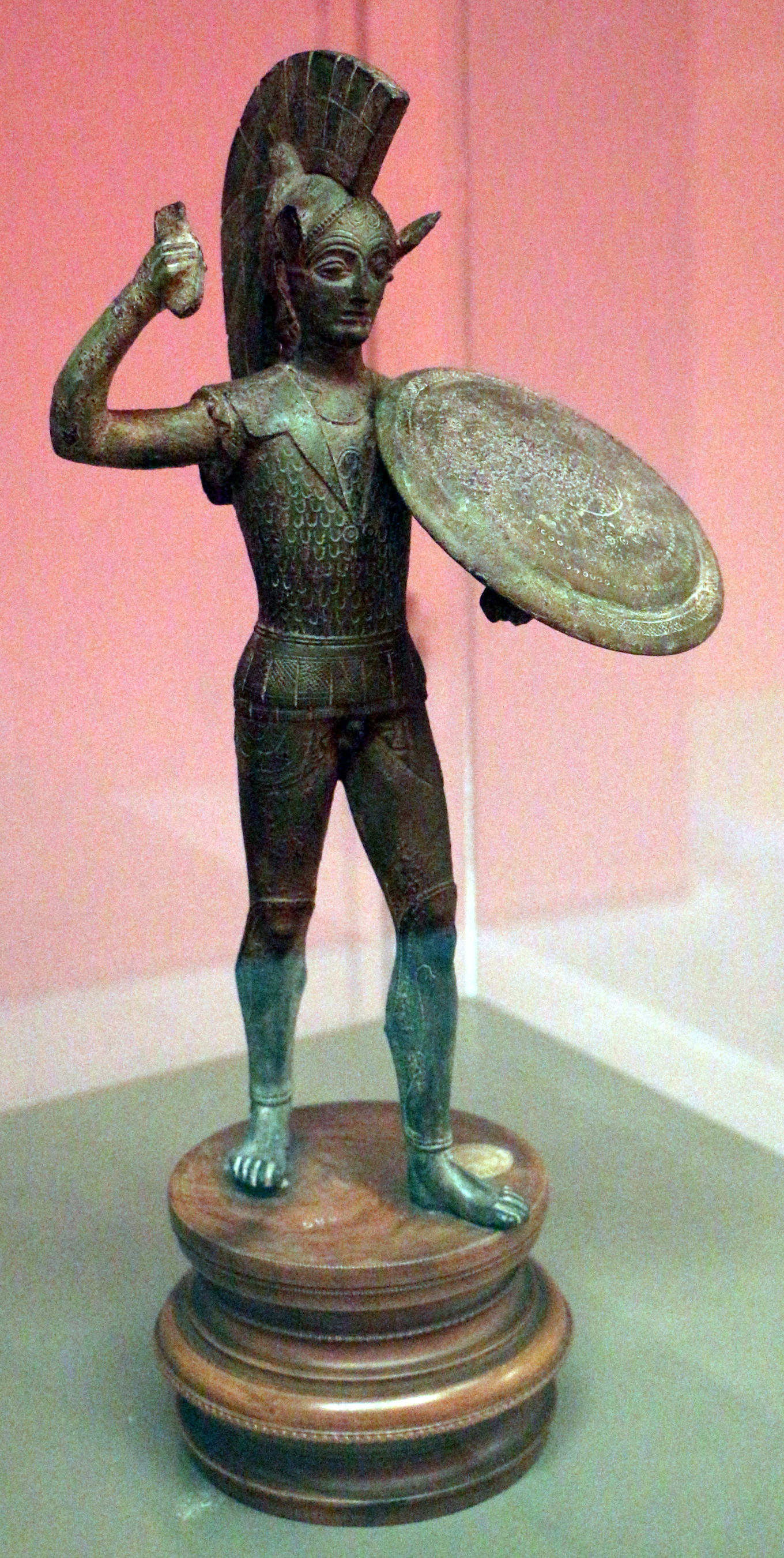
Laran, 500-450 a.C. circa, Museo archeologico nazionale, Florence

Les douze dieux principaux, rapidement identifiés avec les douze dieux de l'Olympe hellénique, constituaient le second rang de la hiérarchie céleste dans les croyances religieuses des Étrusques.
Le premier rang en effet était occupé par des divinités mystérieuses, impénétrables, dont on ne connaît ni le nom ni le nombre, dont il n'existe nulle représentation. On les désignait par des termes vagues, généraux, de « dieux voilés » (dii involuti).

### Les divinités mineures
Le troisième rang était constitué par des divinités qu'on ne pouvait classer dans les deux autres catégories : les divinités infernales.
Venaient enfin le monde des esprits, des démons, des êtres surnaturels, médiateurs entre les hommes et les dieux, innombrables. On les désignait du nom de Pénates, de Lares, de Mânes, ou  plus largement de Génies.
| Divinité étrusque         | Nom grec         | Nom latin                          | Caractéristiques |
| ------------------------- | ---------------- | ---------------------------------- | --- |
| Hercle                    | Héraclès         | Hercule                            | Ce dieu était très populaire en Étrurie et possédait une mythologie originale, différente de la tradition grecque et comportant certains éléments d'origine orientale rappelant le Melqart phénicien. |
| Aita                      | Hadès            | Pluton                             | Dieu chthonien considéré comme le « maître des Enfers ». Dans la mythologie grecque, frère de Zeus et de Poséidon.                                                                                    |
| Vanth                     | Hécate (?)       |                                    | Divinité infernale de la mort |
| Charun                    | Charon           |                                    | Le « nocher des Enfers » |
| Artha                     | Ariane           | Arachne (?)                        | |
| Tuchulcha                 | (?)              | (?)                                | Divinité infernale |
| Thalna                    | Ilithye          | Lucine                             | Déesse des naissances, épouse de Tins |
| Lares                     |                  | les Lares                          | |
| les Pénates (?)           |                  | les Pénates                        | |
| les Mânes (?)             |                  | les Mânes                          | |
| les Génies (?)            |                  | les Génies                         | |
| Voltumna                  |                  | Vertumnus                          | |
| Pomone (?)                |                  | Pomone                             | |
| Végoia/Bégoé              |                  | Vegontici                          | Nymphe et prophétesse |
| Tagès                     | Hermès Chtonien  | Mercure                            | |
| Silenus                   | Silène           |                                    | Divinité de la nature sauvage |
| Semla                     | Sémélé           |                                    | Divinité de la terre |
| Phersipnei                | Perséphone       | Proserpine ou Mater Matuta ou Coré | Divinité protectrice des morts |
| Nortia (?)                | Némésis ou Tyché | Fortuna                            | Vénérée à Volsinies, Les clous attachés dans son temple désignaient le nombre des années. |
| Culsans                   | …                | Janus                              | Divinité de la conception, de la fortune. |
| Zirna, Tiv et Losna.      | …                | …                                  | Déesses étrusques de la Lune |
| Veive ou Veiove ou Vetis. | …                | …                                  | Divinité infernale d'origine étrusque. |
| Lasa.                     | …                | …                                  | Gardienne des tombes. |
| Horta.                    | …                | …                                  | Déesse étrusque de l'agriculture. |
| Thesan                    | Éos              | Aurore                             | Déesse de l'aube, associée à la génération de la vie. |